# Charles Villeneuve de Janti
Pour les articles homonymes, voir Villeneuve de Janti.
Charles Villeneuve de Janti, né le 10 juillet 1980 à Paris, est un historien de l'art et conservateur du patrimoine français.

## Biographie
Il passe une partie de sa jeunesse dans le département du Cantal au cours des années 1990.
Diplômé en muséologie (2004), il est un ancien élève de l’École du Louvre et de l'Institut national du patrimoine (promotion Erik Satie, 2006).
Nommé conservateur au Petit Palais en 2007, il y est chargé des collections d'arts graphiques des XIXe et XXe siècles. Il y est commissaire d'une exposition sur William Blake et travaille sur Félix Ziem. Il se voit confier la direction du musée des beaux-arts de Nancy en 2013, puis des musées de Nancy en 2016. De 2019 à 2023, il est directeur des collections et de la recherche de l'établissement public Paris Musées, qui regroupe les musées de la ville de Paris. Le 1er juin 2023, la ministre de la Culture, Rima Abdul Malak, le nomme directeur de l’Etablissement public des musées nationaux Jean-Jacques Henner et Gustave Moreau à la suite du départ à la retraite de Marie-Cécile Forest.
Il est enseignant à l'École du Louvre et a enseigné à l'Institut national du Patrimoine.

## Décoration
- Chevalier de l'ordre des Arts et des Lettres (France, 2023)

## Publications
- Émile Friant, le dernier naturaliste ?, catalogue d’exposition sous la direction de Charles Villeneuve de Janti, Somogy, Paris, octobre 2016, 208 p.[6]
- L'art en héritage, in Les Rouart, de l’impressionnisme au réalisme magique, ouvrage de Dominique Bona, avec les textes de Paul Valéry, Léon-Paul Fargue, Frédéric Vitoux, David Haziot et Jean-Marie Rouart, Gallimard, Paris, octobre 2014.  (ISBN 978-2-07-014386-3)
- Jean Cortot, peintre - Érik Desmazières, graveur, catalogue d'exposition sous la direction de Charles Villeneuve de Janti, avec les contributions d’Anne-Marie Garcia et de Hortense Longuequeue, coédition musée des beaux-arts de Nancy / Snoeck, Nancy, 2014.  (ISBN 978-94-6161-191-8)
- Des livres corps et âmes, in Péristyles, Cahier des Amis du musée des beaux-arts de Nancy, no 43, Nancy, juin 2014.
- Chefs-d’œuvre de la tapisserie / la collection du Petit Palais, Paris, catalogue d'exposition sous la direction de Charles Villeneuve de Janti avec la contribution de Patrick Lemasson, coédition musée des beaux-arts de Nancy / Silvana Editoriale, Nancy / Milan, 2013.  (ISBN 978-8-8366-2725-7)
- Notice in Éclats d’antiques. Sculptures et photographies / Gustave Mendel à Constantinople, catalogue d’exposition sous la direction de Martine Poulain, François Queyrel et Gérard Paquot, INHA, éditions Armand Colin, Paris, 2013.  (ISBN 978-2-2002-8759-7)
- Le triomphe de la République, Le renouveau de l'art sacré, L'estampe nabie, in Paris 1900, les plaisirs et les jours, catalogue d'exposition avec les contributions de Cécilie Champy, Gilles Chazal, Isabelle Collet, Daniel Couty, Yoanna Kantcheva, Dominique Morel et Charles Villeneuve de Janti, Galeries nationales des arts étrangers, Sofia (Bulgarie), 2012[7].
- « Que de nuances diverses, que de rêves au crayon ! » - Les œuvres graphiques de la donation de 1905 : un autre Ziem, in Félix Ziem : « j'ai rêvé le beau », catalogue d’exposition avec les contributions d'Isabelle Collet, Lucienne Del'Furia, Gérard Fabre, Dominique Lobstein et Charles Villeneuve de Janti, musée Ziem, Martigues, éditions Images En Manœuvre, 2011. (ISBN 978-2-8499-5217-7)
- Notices in Odilon Redon. Prince du rêve. 1840-1916, catalogue d’exposition sous la direction de Rodolphe Rapetti avec les contributions de Guy Cogeval, Dario Gamboni, Fred Leeman, Rodolphe Rapetti, Marie-Pierre Salé, Valérie Sueur-Hermel, Émilie Vanhaesbroucke, Charles Villeneuve de Janti et Jean Vittet, Galeries nationales du Grand Palais, éditions de la RMN, Paris, 2011. (ISBN 978-2-7118-5720-3)
- L'Exposition universelle de 1900, Le Petit Palais, in Paris 1900, Art Nouveau et Modernisme. / Παρίσι 1900, Αρ Νουβώ και Μοντερνισμός., catalogue d'exposition avec les contributions de Maryline Assante di Panzillo, Gilles Chazal, Isabelle Collet, Marilena Kassimati, Maria Katsanaki, Marina Lambraki-Plaka, Dominique Morel, Amélie Simier et Charles Villeneuve de Janti, Pinacothèque nationale - Alexandros Soutzos Museum /Εθνική Πινακοθήκη - Μουσείο Αλεξάνδρου Σούτζου, Athènes(Grèce), 2010. (ISBN 978-960-7791-48-1)
- In Arcadia, le génie fécondé par la patrie des arts / de l'installation de l’Académie de France à la villa Médicis à la réforme du prix de Rome, in Souvenirs d'Italie - Chefs-d'œuvre du Petit Palais, 1600-1850, catalogue exposition sous la direction de Daniel Marchesseau avec les contributions de Maryline Assante di Panzillo, Philippe Berthier,Arnaud d'Hauterives, José de Los Llanos, Daniel Marchesseau, Paulette Pelletier-Hornby, Sophie Renouard de Bussierre, et Charles Villeneuve de Janti, Musée de la vie romantique, éditions Paris-Musées,Paris,2009,  (ISBN 978-2-7596-0107-3)
- F. Pelez, la parade des humbles, catalogue d’exposition sous la direction d'Isabelle Collet avec les contributions d'Alain Paul Bonnet, Isabelle Collet, Guillaume Kazerouni, Ségolène Le Men, Dominique Lobstein, Dominique Morel, Pierre Sérié, Charles Villeneuve de Janti et Jean-Baptiste Woloch, Petit Palais, éditions Paris-Musées, Paris, 2009. (ISBN 978-2-7596-0100-4)
- Les dessins : l’autre creuset d’Henry Cros, in L'Estampille - L'Objet d'art, no 446 – mai 2009. (ISSN 0998-8041)
- Kurosawa desenler, catalogue d’exposition sous la direction de Charles Villeneuve de Janti, Pera Muzesi-Museum, Istanbul (Turquie), 2009.  (ISBN 978-0-0978-9761-5)
- Diorama, ou le créateur et ses muses, in Patrimoines, no 4, 2008[8].  (ISBN 978-2-35251-007-9)
- Akira Kurosawa, dessins, catalogue d’exposition sous la direction de Charles Villeneuve de Janti, avec les contributions de Gilles Chazal, Aldo Tassone et Charles Villeneuve de Janti (Prix de la nuit du livre 2009, catégorie livre d’art), Petit Palais, éditions Paris-Musées, Paris, 2008[9]. (ISBN 978-2-7596-0055-7)
- L’Exposition du Siècle, in Paris 1900, la collezione del Petit Palais di Parigi, catalogue d’exposition avec les contributions de Maryline Assante di Panzillo, Gilles Chazal, Isabelle Collet, Dominique Morel, Amélie Simier et Charles Villeneuve de Janti, Palazzo della Marra (it), Barletta(Italie), éditions Skira, 2008.  (ISBN 978-8-8613-0677-6)
- Lorsque l'enfant paraît : Madame de Genlis - une pédagogue au Siècle des Lumières par Charles et Lucie Villeneuve de Janti, in Regards d'Auvergne, no 203, novembre 2005.

### Biographie
- Who's Who in France, Éditions Jacques Lafitte, Levallois-Perret, depuis 2014.
- « Nomination au musée des Beaux-Arts : Charles Villeneuve de Janti » dans L'Est républicain, 9 février 2013.
- Céline Lutz, « Musée des Beaux-Arts de Nancy : Un jardin extraordinaire » sur La Semaine, 2 juillet 2013.
- « Charles Villeneuve de Janti à Nancy » sur Connaissance des arts, 13 février 2013.
- « Charles Villeneuve de Janti directeur du Musée des beaux-arts de Nancy » dans Journal des Arts, 7 février 2013.
- « A Nancy, peintures et arts décoratifs à l’honneur » dans La Croix, 18 juillet 2013.